# مهاجر-6

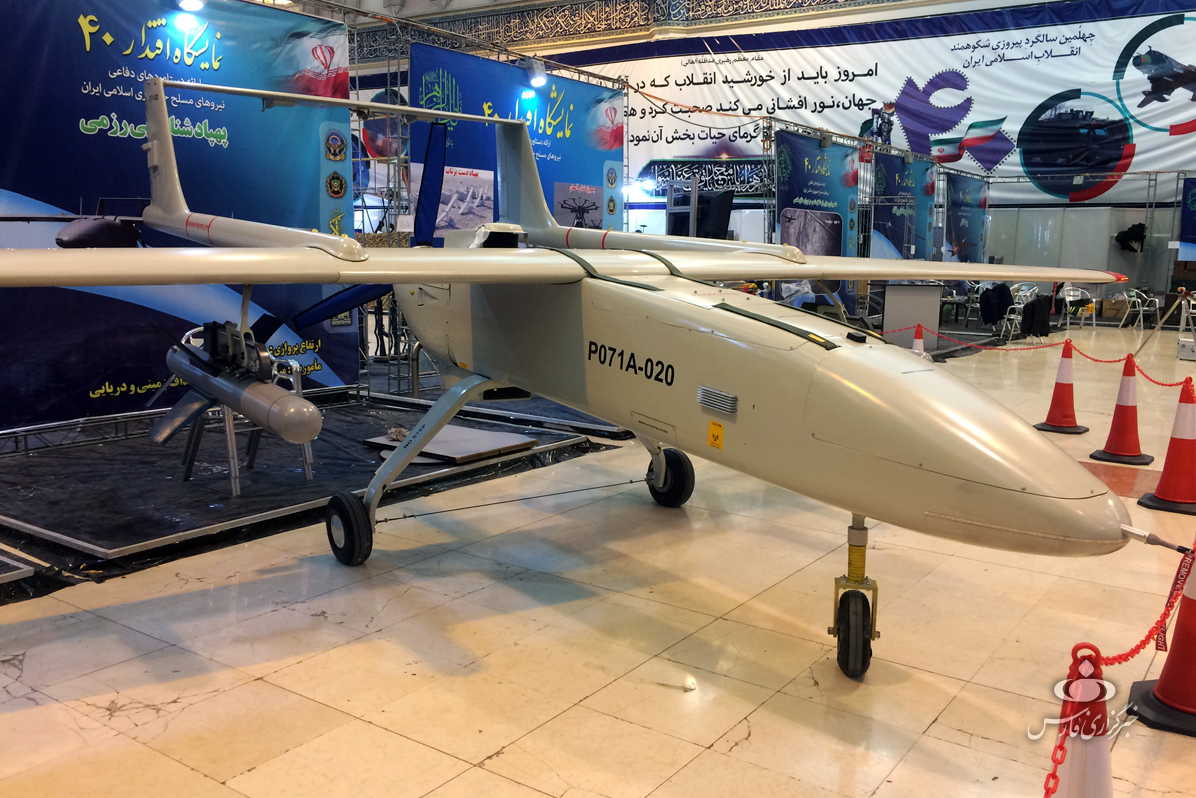
طائرة مهاجر 6 بدون طيار برقم تسلسلي (P071A-020)، خلال عرضها بمعرض إقتدار 40 الدفاعي في العاصمة طهران

طائرة مهاجر-6 هي مسيرة مراقبة واستطلاع إيرانية الصنع والتصميم والتي تنتمي لعائلة طائرات مهاجر والمزودة بقنابل جوية ذكية. 

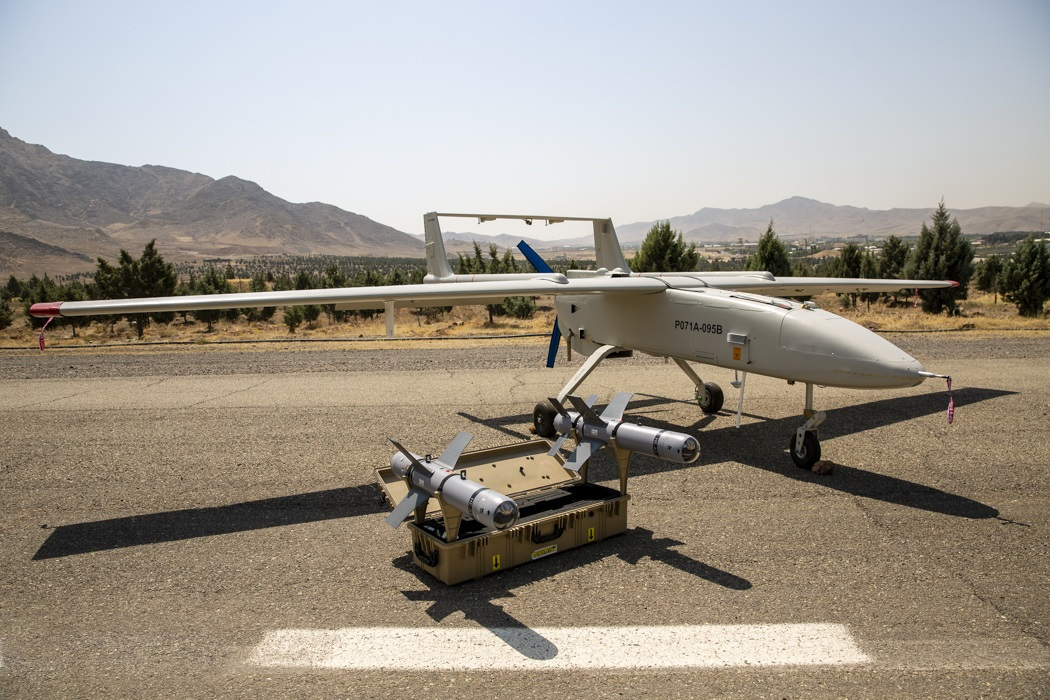
طائرة مهاجر 6 بدون طيار، إلى جانب قنبلتان انزلاقيتان من طراز قائم، خلال حفل تسليم معدات جديدة إلى القوة البرية التابعة للحرس الثوري الإيراني

## كشف النقاب
كشفت وزارة الدفاع الإيرانية، عن إنتاجها طائرة تحت اسم مهاجر 6 بالتزامن  مع اليوم الخامس من عشرة الفجر، وعلى أعتاب الدخول في الذكرى الأربعين للثورة الإيرانية. بالإضافة إلى افتتاح خط إنتاج لطائرات مهاجر 6.

## الخصائص
وأن هذه الطائرة المبنية على مبدأ المرونة وإمكانية التطوير، تم تصميمها من قبل خبراء منظمة الصناعات الجوية بوزارة الدفاع وإسناد القوات المسلحة لتؤدي مهمتها بفاعلية في مختلف العمليات والأجواء والظروف المتغيرة.
تنتمي لعائلة طائرات مهاجر والمزودة بقنابل جوية ذكية.وهي مخصصة لمهام الاستطلاع والمراقبة والقتال بنطاق عملياتي واسع واستمرار التحليق لفترة طويلة. ويمكنها إرسال المعلومات مباشرةً وعلى مدار الساعة إلى مراكز القيادة والتحكم وتوفير المراقبة الاستخبارية الواسعة لمحيط العمليات. فهي قادرة على أداء مهامها في مختلف الظروف والأجواء أثناء العمليات العسكرية.  ومجهزة بأجهزة الاستشعار الإلكترو ضوئية وأنواع الرؤوس الحربية التي تمكّن هذه الطائرة من رصد وملاحقة وتدمير الهدف. من ناحية أخرى صَمّمَت الصناعات الدفاعية الإيرانية نظاماً آلياً لمدفعية الهاون يمنح آمر هذه القطعة الحربية إمكانية إصلاح زاوية إطلاق مدفعه التي تتغير جراء الاهتزازات عن بعد الأمر الذي يسهل عليه تنفيذ رمايات نارية دقيقة على مواقع العدو. ويتم تركيب أقسام هذا النظام الآلي على جهاز هلال المرافيع التابع للسلاح وقسمي زاوية الإطلاق واتجاه المدفع فيما يتم التحكم به عن بعد بوساطة لوحة.

## الاستخدام الفعلي
يتم استخدام طائرات مهاجر 6 المتطورة على نطاق واسع في جمهورية إيران. كما ويتم تصديرها إلى الخارج من خلال صفقات تبرمها طهران مع دول مثل فنزويلا وسوريا والعراق وإثيوبيا وغيرها. أو جماعات وحركات مسلحة في تلك الدول أو دول أخرى.
 إيران
- الجيش الإيراني.[10]
- القوات البرية لجيش جمهورية إيران.[11]
- القوات البرية في الحرس الثوري الإيراني.[12]
- سلاح البحرية التابع للحرس الثوري الإيراني.[13]

 إثيوبيا
وقعت جمهورية إثيوبيا مع إيران عقداً لشراء عدد من الطائرات دون طيار من طراز مهاجر 6 بحسب ما أشار إليه تقرير لموقع (أوريكس) . ولفت التقرير إلى أن "محطة التحكم الأرضية للطائرات من دون طيار الإيرانية ظهرت في صورة أُلتُقِطَت في مطار سيمارا الإثيوبي، خلال زيارة لرئيس الوزراء الإثيوبي آبي أحمد علي، إلى القاعدة". ولفت معدو التقرير إلى "تطابق واضح بين الصور ومحطة التحكم الأرضية الإيرانية، سواءٌ في شكلها أو مجموعة الهوائيات الخاصة بها.
 فنزويلا
تم رصد طائرة بدون طيار إيرانية من طراز (Mohajer 6) في فنزويلا خلال خطاب الرئيس الفنزويلي نيكولاس مادورو، وبحسب ما نشرته وسائل الإعلام فإن النموذج يحمل رقم تسلسلي (P071A-007). وتحدث مادورو عن الإنتاج المستقبلي للطائرات بدون طيار متعددة الأغراض.
 العراق
في 26 حزيران/ يونيو 2021م، نظمت هيئة الحشد الشعبي في العراق عرضاً عسكرياً في أحد معسكرات محافظة ديالى العراقية. وخلال العرض، عرضت قوات الحشد الشعبي أنواعاً مختلفة من الأسلحة والمعدات (المصنوعة في إيران بشكل أساسي). وشملت هذه الأسلحة الجديدة طائرات عسكرية مسيرة، بما فيها المركبة الجوية القتالية بدون طيار (مهاجر-6). تبدو هذه الطائرات مرتبطة حصرياً بوحدات «كتائب حزب الله» التابعة لـ «قوات الحشد الشعبي». وخلال العرض، يُظهر الشريط المصور أن طائرة «مهاجر-6» وكافة الطائرات المسيرة الأخرى قد تم استعراضها حصرياً من قبل وحدات تسيطر عليها «كتائب حزب الله»، وتحديداً (مديرية استخبارات الحشد الشعبي) و (قيادة عمليات الجزيرة).

## طالع ايضاً
- حيدر (قناص)
- سرير 1 (طائرة بدون طيار)
- فطرس (طائرة من دون طيار)